# أمنات رونروينج
أمنات رونروينج (بالتايلندية: อำนาจ รื่นเริง) مواليد 18 ديسمبر 1979 في محافظة تشونبوري، هو ملاكم محترف تايلندي يصنف ضمن فئة وزن الذبابة. شارك في دورة الألعاب الأولمبية الصيفية سنة 2008. حقق الميدالية البرونزية في دورة الألعاب الآسيوية 2010.

## إحصائيات
خاض خلال مسيرته 18 نزالا، فاز في 17 وخسر في 1. فاز بالضربة القاضية في 5 نزالا.

## الميداليات
| الميدالية | المسابقة                   |
| --------- | -------------------------- |
| برونزية   | دورة الألعاب الآسيوية 2010 |

## روابط خارجية
- أمنات رونروينج على موقع IMDb (الإنجليزية)
- أمنات رونروينج على موقع بوكس ريك (الإنجليزية) (registration required)
- أمنات رونروينج على موقع أوليمبيديا (الإنجليزية)